# Wronowice (przystanek kolejowy)
Wronowice – dawny przystanek kolejki wąskotorowej we Wronowicach, w gminie Werbkowice, w powiecie hrubieszowskim, w województwie lubelskim.